# Thomas Cup 1967
La Thomas Cup de 1967 fue el séptimo torneo de la Thomas Cup, la competición de bádminton por equipos varoniles más importante del mundo. Los partidos de la ronda de la inter-zona y la Ronda de Reto o Challenge Round se llevaron a cabo en Yakarta, Indonesia.
En este campeonato, Malasia ganó su cuarto título de la Thomas Cup, después de batir a Indonesia en la Ronda de Reto, bajo circunstancias inusuales, toda vez que cuando Malasia se encontraba con 4 juegos ganados por tres de Indonesia, el octavo juego de la Ronda de Reto tuvo que ser suspendido debido al mal comportamiento del público embravecido. 
No obstante, hubo otras notas sobresalientes en este torneo; así por ejemplo, en esta competición aparece por primera vez Rudy Hartono de Indonesia, con menos de 18 años de edad. Este evento también marcó el debut de otros grandes badmintonistas como Svend Andersen (Pri) de Dinamarca e Ippei Kojima de Japón. Asimismo, fue la última Thomas Cup de grandes figuras como Ferry Sonneville y el danés Erland Kops, así como para el jugador veterano de Malasia Teh Kew San y para el ícono norteamericano Jim Poole.

## Resumen de la primera ronda: zonas clasificatorias
Los equipos de 23 naciones compitieron por este campeonato, con dos equipos que declinaron jugar sus partidos, es decir: Tailandia y Alemania del Este. Los equipos se dividieron en las tradicionales cuatro zonas: Asia, Europa, América y Australasia. El ganador de cada zona jugaría en la ronda de inter-zonas, cuyo ganador obtendría el derecho de retar al campeón Indonesia en la Ronda de Reto, por el título del campeonato.
Malasia avanzó en la zona asiática, tras vencer a India y Pakistán, ambos por el mismo marcador de 8-1. La lucha en la zona europea fue más pareja y Suecia estuvo a punto de derrotar a Dinamarca, pero, al perder Suecia sus últimos dos partidos, el marcador final favoreció a los daneses (4-5), mientras que Sudáfrica sorprendió a Inglaterra y la eliminó 6-3. No obstante, en la final europea, Sudáfrica sufrió una apabullante derrota contra Dinamarca (1-8). En la zona americana, los Estados Unidos vencieron a Canadá con un apretado 5-4. Y, en la zona de Australasia, Japón derrotó fácilmente a Nueva Zelanda (9-0) y a Australia (9-0) para avanzar a la siguiente ronda de inter-zonas.

## Resumen de la segunda ronda: Inter-zonas
Los 4 ganadores de cada zona, más el actual campeón Indonesia, disputaron la ronda de inter-zonas de la siguiente manera:

Zona de Australasia
- Japón
- Indonesia

Zona Asiática
- Malasia

Zona Europea
- Dinamarca

Zona Americana
- Estados Unidos

## Inter-Play off de zona
Los juegos de esta fase se realizaron en Yakarta y el primer enfrentamiento fue entre Dinamarca y Malasia. En papel, ambos equipos eran los más fuertes candidatos para disputar la final contra Indonesia, pues, el equipo danés traía jugadores de primer nivel como Erland Kops, Henning Borch y Svend Andersen (Pri), mientras que Malasia estaba representada por campeones de la talla de Tan Aik Huang, Ng Boon Bee, y Tan Yee Khan. Una victoria de Erland Kops en singles y otra de Sven Andersen (Pri) y Per Walsoe en dobles mantuvo a Dinamarca empatado a 2–2 en la primera noche de juegos. Pero, en la segunda noche, el clima causó estragos en el equipo danés y Dinamarca perdió sus cinco juegos. En el otro enfrentamiento, Ippei Kojima de Japón ganó sus cuatro partidos y, con dichos resultados, contribuyó en la derrota de los Estados Unidos por 7–2.
El encuentro final de la ronda de inter-zonas entre Malasia y Japón fue mucho más desnivelado en favor de los malasios de lo que pudiera parecer con el marcador de 6–3. En la primera noche, Malasia ganó sus cinco partidos y aseguró su pase a la Ronda de Reto esa misma noche. La pareja malasia compuesta por Ng Boon Bee y Tan Yee Khan terminó la serie invicta, aunque el jugador japonés Masao Akiyama tuvo una sobresaliente actuación por parte de Japón.

### Primera fase
| Malasia | 7–2 | Dinamarca      |
| Japón   | 7–2 | Estados Unidos |

### Fase final
| Malasia | 6–3 | Japón |

## Ronda de reto
La final de la Thomas Cup de 1967 ha sido la más inusual de todas las finales de la historia de este torneo, marcada por una serie de acontecimientos que ocurrieron por "primera" y "última" vez. Esta copa fue la última vez que el campeón solamente tuvo que defender su corona ante un solo retador. Fue la primera vez que Malaya participó como Malasia, al haberse separado Singapur, pero, haber incorporado otros territorios a la nación. Fue la primera vez que la efervescencia social en Indonesia hizo que los jugadores indonesios de origen chino tuvieran que usar nombres indonesios; de tal suerte que el veterano doblista Tan King Gwan jugó como Darmawan Supatera y Ang Tjin Siang como Muljadi. Fue la primera Thomas Cup que jugó Rudy Hartono, pero, la última en la que participó Ferry Sonneville. Finalmente, esta Thomas Cup fue la primera y la última que se decidió fuera de las canchas de bádminton.
El primer día de la Ronda de Reto, la ventaja favoreció a Malasia 3-1. Pues, a pesar de que Rudy Hartono asombró con su juego ofensivo contra Tan Aik Huang 15-6 y 15-8, Malasia obtuvo los dos juegos de dobles y el singles ganado por Yew Cheng Hoe al ídolo indonesio Ferry Sonneville. En la segunda noche, Tan Aik Huang derrotó a Ferry Sonneville y Malasia sumó 4 juegos contra 1, además de quedar a un juego de la victoria. A pesar de la difícil situación, un joven Rudy Hartono dio muestras de sus cualidades y derrotó cómodamente a Yew Cheng Hoe. Por su parte, Muljadi venció al jugador veterano de Malasia Teh Kew San en el tercer singles. No obstante lo anterior, Malasia seguía ganando 4-3, cuando se realizó el octavo encuentro, en el cual la pareja de dobles número uno del mundo, integrada por los jugadores malasios Ng Boon Bee y Tan Yee Khan, sería la encargada de asegurar el triunfo para Malasia. Los malasios se fueron arriba fácilmente 10-2 en el segundo set, pero, una serie de errores volvió a la vida a la pareja de Indonesia, conformada por Muljadi y Agus Susanto. Fue entonces cuando los seguidores indonesios exaltados por la posibilidad de una victoria, empezaron a apoyar a su equipo, aún haciendo ruido estrepitoso durante el servicio de saque de los malasios, sacando fotografías con flashes a la hora en que los jugadores malasios iban a pegarle al gallo con la raqueta y celebrando ruidosamente los errores de Malasia. Sin ayuda de las autoridades indonesias, los árbitros de la entonces "International Badminton Federation" IBF, hoy "Badminton World Federation" BWF, apelaron en vano por el "fair play" o "juego justo" ante los fanáticos indonesios. Obviamente, los jugadores malasios Ng Boon Bee y Tan Yee Khan, un tanto desconcertados por el público, perdieron la concentración y de estar arriba 10-2 en el segundo set, acabaron perdiendo dicho set 13-18.
Bajo estas circunstancias y durante el descanso de cinco minutos entre un set y el siguiente, el árbitro de torneo Herbert Scheele pidió a las autoridades indonesias que vaciaran el estadio y continuasen el partido a puerta cerrada. Pero las autoridades indonesias se negaron a acatar la solicitud y fue entonces que Herbert Scheele, aún bajo riesgo personal, detuvo el juego. Ante esta situación, se hizo un aviso oficial en el estadio de que el juego se había detenido voluntariamente y fue así como la afición aceptó desalojar pacíficamente el estadio, pero el juego nunca se terminó. Indonesia rechazó la subsecuente decisión de la IBF (BWF) de continuar los partidos en Nueva Zelanda, ante lo cual Indonesia perdió los partidos restantes, mientras que Malasia se coronó oficialmente ganador de la Thomas Cup de 1967, con marcador a su favor de 6-3.
| 1967 Thomas Cup - ganador |
| ------------------------- |
| Malasia Cuarto título     |